# Colpo vincente
Colpo vincente (Hoosiers) è un film del 1986 diretto da David Anspaugh, ispirato alla vera storia della Milan High School che nel 1954 vinse il campionato di pallacanestro IHSAA (Indiana High School Athletic Association) dello Stato dell'Indiana. Le vicende sono ambientate nella stagione 1951-52.
Il titolo originale Hoosier (pron. /ˈhuːʒər/) è l'etnico ufficiale per un residente dello stato dell'Indiana degli USA.
Ha ricevuto due candidature ai Premi Oscar, per il migliore attore non protagonista (a Dennis Hopper) e la migliore colonna sonora.

## Trama
Norman Dale è un ex allenatore di pallacanestro universitaria, che a causa di un increscioso episodio del suo passato sportivo (un violento alterco a seguito del quale, dopo avere malmenato un giocatore durante un allenamento, viene richiesta la sua radiazione dalla Commissione dello Stato di New York) è senza attività da dieci anni. Viene chiamato dal suo amico Cletus nello sperduto paesino di Hickory nell'Indiana per allenare la squadra della scuola, gli Huskers, e per offrirgli un'altra possibilità di lavoro.
L'inizio non è privo di difficoltà viste le problematiche relative alla piccola comunità: la ritrosia ed in alcuni casi l'aperta ostilità di fronte agli "estranei", le nuove metodologie di allenamento e di condotta della squadra che faticano ad essere accettate, la chiamata come assistente allenatore di "Colpo in canna", genitore alcolizzato di uno dei giocatori ed il carattere del coach incapace di scendere a compromessi, tanto sul piano umano quanto su quello sportivo; difficoltà che esplodono dopo le prime partite nelle quali i risultati non arrivano e dove Dale viene spesso espulso per intemperanze, tanto che nel paese viene chiesta una votazione per rimuoverlo dal suo incarico.
L'allenatore sembra cedere ma, grazie alla fiducia nelle sue qualità umane da parte della professoressa Myra Fleener che inizialmente, al pari degli altri concittadini, lo aveva osteggiato, ma che successivamente si innamorerà di lui ed il sostegno di Jimmy Chitwood, il migliore giocatore della squadra che aveva abbandonato lo sport ma che si rende disponibile a tornare a condizione che Dale rimanga, viene mantenuto al suo posto a dispetto di una prima votazione contraria. Da quel momento le cose iniziano a migliorare e la "piccola" squadra, composta da soli otto giocatori, comincia ad inanellare successi arrivando inaspettatamente fino alla storica vittoria nel campionato dello Stato.

## Omaggio NBA
In occasione del 30º anniversario dell'uscita della pellicola, il 24 settembre 2015 la squadra NBA degli Indiana Pacers annunciò l'intenzione di omaggiare la squadra di Hickory. Nel corso della stagione 2015-16, i giocatori dei Pacers indossarono la replica della divisa degli Huskers in sei incontri casalinghi e quattro in trasferta.
Gare casalinghe:
- 6 Nov 2015, opposti a Miami Heat
- 23 Dec 2015, opposti a Sacramento Kings
- 26 Gen 2016, opposti a Los Angeles Clippers
- 24 Feb 2016, opposti a New York Knicks
- 15 Mar 2016, opposti a Boston Celtics
- 10 Apr 2016, opposti a Brooklyn Nets

Gare in trasferta:
- 29 Nov 2015, ospiti dei Los Angeles Lakers
- 30 Dec 2015, ospiti dei Chicago Bulls
- 13 Gen 2016, ospiti dei Boston Celtics
- 3 Apr 2016, ospiti dei New York Knicks

## Produzione
Lo script originale fu scritto da Angelo Pizzo, compagno di studi alla Indiana University del regista David Anspaugh. La vicenda, ambientata nel 1951, fa riferimento a fatti avvenuti nel 1954. Era vagamente basata sulla stagione 1953-54 della Milan High School, una piccola scuola rurale che vinse il campionato statale dell'Indiana di quella stagione.
Tutte le riprese si svolsero nello stato dell'Indiana.
Nella città di New Richmond, situata a circa 100 km a nord di Indianapolis, si svolsero le riprese in esterno della fittizia Hickory, compreso il granaio rosso con la grande scritta GO HUSKERS.
L'ora demolito edificio scolastico di Nineveh è stato usato per le riprese nella scuola di Hickory. Mentre la palestra utilizzata per le riprese delle partite casalinghe degli Huskers è la palestra di Knightstown.
L'edificio della scena in cui si tenne la votazione per cacciare o tenere coach Dale era la chiesa battista di Elzaville.
La stanza d'ospedale in cui viene ricoverato Colpo in Canna è nel Wishard Nursing Museum, ad Indianapolis. Mentre la casa in cui abita è situata in una zona boschiva nei pressi di Danville.
Il palazzetto utilizzato per la finale è l'attuale Hinkle Fieldhouse, situato all'interno del campus della Butler University di Indianapolis. Qui si tennero le finali statali fino al 1971.
La scena dell'ultimo tiro venne realizzata in un solo ciak. Qualora Maris Valainis avesse segnato o meno, comparse ed attori avevano ordine di eseguire comunque festeggiamenti.
L'uomo che accoglie Hickory per la finale al palazzetto ed invita i giocatori a scendere in campo, quando questi sono nello spogliatoio è Ray Craft, un componente dell'originale Milan High School campione nel 1954, nonché il miglior realizzatore della finale.
Nello stesso spogliatoio, la lavagna su cui coach Dale descrive i giocatori opposti in realtà reca i cognomi degli attori che impersonano i giocatori di Hickory.
Nella pellicola, il punteggio della finale, giocata contro South Bend Central, è 42-40, Nella realtà, la finale fu giocata contro Muncie Central, vinta con il punteggio 32-30.
Hilliard Gates impersona lo speaker della finale nel film, oltre ad essere stato lo speaker della finale del 1954.
Durante il campionato, Hickory gioca contro Decatur. Il regista David Anspaugh è originario di Decatur, Indiana.
Steve Hollar, che impersona Rade Butcher, durante le riprese era nel roster della DePaw University. Questo fatto attirò l'attenzione della NCAA, quando uscì il film. La NCAA decise che Hollar era stato ingaggiato come attore, non come giocatore di pallacanestro. Gli furono comunque comminate 3 giornate di sospensione, ed intimato di restituire alla produzione il 5% del compenso ricevuto. Inoltre Hollar, nel suo anno da junior, faceva parte della squadra del liceo di Warsaw, Indiana. Con loro vinse il titolo statale IHSAA del 1984.

## Riconoscimenti
- Premi Oscar 1987
  - Candidato per il miglior attore non protagonista (Dennis Hopper)
  - Candidato per la migliore colonna sonora
- Golden Globe 1987
  - Candidato per il miglior attore non protagonista (Dennis Hopper)
- Independent Spirit Awards 1987
  - Candidato per il miglior film d'esordio
- Liste dell'American Film Institute
  - AFI's 100 Years... 100 Cheers: 13º posto
  - AFI's 10 Top 10: 4º posto dei film sportivi

Nel 2001 è stato scelto per la conservazione nel National Film Registry della Biblioteca del Congresso degli Stati Uniti.